# Герб Перемышля
Исторический герб города «Перемышля», ныне село, административный центр Перемышльского района Калужской области Российской Федерации.

## Описание герба и его символики
Герб Перемышля был Высочайше утверждён 10 марта 1777 года императрицей Екатериной II вместе с другими гербами городов Калужского наместничества (ПСЗ, 1777, Закон № 14596)
Подлинное описание герба города Перемышля гласило:

«Въ голубомъ полѣ сверху внизъ поставленный перекладъ серебряный, показующій протекающую близъ сего города рѣку Оку, и по обѣим сторонам два золотые снопа, изъясняющіе богатыя жатвы полей, находящихся кругъ сего города».

## История герба
В 1776 году Перемышль получил статус уездного города Перемышльского уезда Калужского наместничества.
В 1925 году город был преобразован в сельское поселение.
10 (21) марта 1777 года был утверждён герб Перемышля . Автором исторического герба города, также как и других городов Калужского наместничества являлся герольдмейстер, князь М. М. Щербатов.
В 1859 году, в период геральдической реформы Кёне, был разработан проект нового герба Перемышля, (официально не утверждён):
«В лазоревом щите серебряный столб, сопровождаемый двумя золотыми снопами. В вольной части герб Калужской губернии. Щит увенчан серебряной стенчатой короной и окружён золотыми колосьями, соединёнными Александровской лентой».
В советский период герб Перемышля (1777 года) не использовался.
В постсоветский период решения о возрождении или восстановлении исторического герба города в качестве официального символа Перемышля, властями сельского поселения не принимались.